# Martin Klusák
Martin Klusák (* 22. července 1987 Praha) je český hudební skladatel. Na počátku své kariéry pracoval na různých filmových projektech (například Velká noc a Cesta do Říma). Podílel se také na zvukové stránce počítačové hry Pán Hradu. V roce 2010 začal studovat na HAMU. K výročí pětadvacátého výročí Sametové revoluce složil skladbu „Princezna se železnou maskou“. Roku 2015 složil hudbu k promítání filmu L'étoile de mer (1928) režiséra Mana Raye.